# Christophe de Margerie
Christophe-Gabriel-Jean-Marie Jacquin de Margerie (ur. 6 sierpnia 1951 w Mareuil-sur-Lay-Dissais, zm. 21 października 2014 w Moskwie) – francuski przedsiębiorca, dyrektor generalny  koncernu Total w latach 2007–2014.

## Życiorys
Był synem Pierre’a Rodocanachi oraz Colette Taittinger, która ponownie wyszła za mąż za Pierre-Alaina Jacquin de Margerie, który go adoptował. Poprzez swoją matkę był wnukiem Pierre'a Taittingera, założyciela firmy produkującej słynne szampany.
Był absolwentem prestiżowej szkoły biznesowej École Supérieure de Commerce w Paryżu.
W 1974 rozpoczął pracę w Total, w dyrekcji finansowej. W 1995 został mianowany dyrektorem generalnym ds. Bliskiego Wschodu. Następnie wszedł do zarządu. W 1999 został dyrektorem generalnym ds. poszukiwań i produkcji i zaczęto go postrzegać jako naturalnego następcę Thierry'ego Desmaresta. 13 lutego 2007 został dyrektorem generalnym Total, Thierry Desmarest pozostał przewodniczącym rady bez uprawnień wykonawczych, następnie administratorem (od 21 maja 2010).
Chętnie wypowiadał się na temat przyszłości rynku naftowego. Uważał, że wkrótce świat stanie wobec problemu braku ropy, dlatego poszukiwał ropy w najdalszych zakątkach świata. W imieniu Total podpisywał umowy na eksploatację złóż m.in. w Rosji (Sztokman z Gazpromem, Jamał z Novatek) czy Angoli.
Był zdecydowanym przeciwnikiem sankcji gospodarczych nałożonych na Rosję po rozpoczęciu konfliktu na wschodniej Ukrainie. Bronił rosyjskiej polityki energetycznej. Uważał, że Europa nie powinna myśleć o zmniejszeniu swojej zależności od rosyjskiego gazu i zagwarantować bezpieczeństwo tych dostaw.
Tuż po północy dnia 21 października 2014 jego samolot prywatny zderzył się z ciężarówką-pługiem na moskiewskim lotnisku Wnukowo. Na pokładzie znajdowało się troje członków załogi. Rzecznik prasowy lotniska, Jelena Kryłowa, ogłosiła, że w katastrofie zginęło łącznie pięć osób, przyczyny nie są jeszcze znane, ale na płycie zalegała bardzo gęsta mgła.